# ويليام ر. تايلر
ويليام ر. تايلر (بالإنجليزية: William R. Tyler)‏ هو دبلوماسي أمريكي، ولد في 17 أكتوبر 1910، وتوفي في 16 نوفمبر 2003.

## وصلات خارجية
- ويليام ر. تايلر على موقع مونزينجر (الألمانية)